# Wojciech Dadak
Wojciech Dadak (ur. 2 maja 1960 w Trzebini, zm. 28 listopada 2021 w Krakowie) – polski prawnik, specjalista z zakresu kryminologii, nauczyciel akademicki na Wydziale Prawa i Administracji Uniwersytetu Jagiellońskiego w Krakowie.

## Życiorys
Ukończył I Liceum Ogólnokształcące w Trzebini. Studiował prawo na  Wydziale Prawa i Administracji Uniwersytetu Jagiellońskiego w latach 1979–1984. Po uzyskaniu tytułu zawodowego magistra prawa na WPiA UJ (1984) odbył aplikację sądową (1984–1986) i zdał egzamin sędziowski. W 1984 został zatrudniony w Katedrze Kryminologii UJ, najpierw jako asystent stażysta, następnie jako asystent i adiunkt.  Obok pracy zawodowej studiował na Wydziale Historyczno-Filozoficznym tej uczelni: najpierw psychologię w latach 1984–1987, a później socjologię w latach 1988–1991.
Stopień naukowy doktora nauk prawnych uzyskał 19 września 1994 r. na podstawie dysertacji „Ucieczki skazanych odbywających karę pozbawienia wolności”, natomiast 21 maja 2012 r. uzyskał stopień doktora habilitowanego nauk prawnych w zakresie kryminologii na podstawie rozprawy pt. „Grzywna samoistna w stawkach dziennych”.
W 2001 r. stypendysta Max-Planck-Institut für ausländisches und internationales Strafrecht we Fryburgu Bryzgowijskim, członek Komisji Dyscyplinarnej do spraw nauczycieli akademickich przy Radzie Głównej Nauki i Szkolnictwa Wyższego kadencji 2017–2020.
Pracował również na Uniwersytecie Ekonomicznym w Krakowie, na Wydziale Nauk o Bezpieczeństwie Krakowskiej Akademii im. Andrzeja Frycza Modrzewskiego, w Instytucie Filozofii i Socjologii Uniwersytetu Pedagogicznego w Krakowie oraz w Górnośląskiej Wyższej Szkole Handlowej im. Wojciecha Korfantego w Katowicach. Od połowy lat 90. prowadził zajęcia dla Straży Miejskiej Miasta Krakowa.
Interesował się zagadnieniami z zakresu prawnej i kryminologicznej problematyki przestępczości gospodarczej, przestępczości zorganizowanej, problematyki orzekania wykonywania kar i środków karnych, metod zapobiegania przestępczości oraz bezpieczeństwa publicznego. Był członkiem Komitetu Naukowego konferencji karnoprocesowych organizowanych przez Katedrę Postępowania Karnego UJ. Uczestnik grantów badawczych uzyskanych z Narodowego Centrum Nauki. Od roku 2004 opiekował się Kołem Naukowym Kryminologii TBSP UJ.

## Życie prywatne
Pochodził z rodziny nauczycielskiej. Był synem Andrzeja Dadaka (1930–2001), rusycysty uczącego w Liceum Ogólnokształcącym w Trzebini Sierszy, i Adolfy, związanej ze Szkołą Podstawową nr 3 w Trzebini. Miał brata Macieja. Został pochowany na Cmentarzu Komunalnym w Trzebini Krystynowie w dniu 3 grudnia 2021.

## Publikacje
Autor bądź współautor ponad 100 publikacji z różnych dziedzin prawa karnego, postępowania karnego, kryminologii.
- Grzywna samoistna w stawkach dziennych. Aspekty prawnokarne i kryminologiczne, Wyd. Lexis Nexis, Warszawa 2011. ss. 523, ISBN 978-83-7620-580-9
- Przestępczość przeciwko prawom własności intelektualnej (M. Słobosz – współred.) Wyd. Kasper, Kraków 2016 ss. 175.
- Dyskryminacja a przestępczość. Przestępstwa motywowane uprzedzeniami Kasper, Kraków-Poznań 2018, ss. 258.
- Przestępczość gospodarcza. Przyczyny. Przejawy. Zwalczanie, Wyd. Kasper, Kraków-Poznań 2019, ss. 304.
- Kryminologia: zarys systemu, 2022, współautorzy: Magdalena Grzyb, Jan Widacki i Anna Szuba-Boroń.